# سوآما
سوآما (به ژاپنی: 寿甘 Suama) یکی از انواع واگاشی (شیرینی ژاپنی) است.